# Maliye Milli Piyango Spor Kulübü 2012-2013 (pallavolo)
Questa voce raccoglie le informazioni riguardanti il Maliye Milli Piyango Spor Kulübü nella stagione 2012-2013.

## Organigramma societario
Area direttiva
- Presidente: Recep Biçer

Area organizzativa
- Team manager: Levent Tanık

Area tecnica
- Allenatore: Joško Milenkoski
- Secondo allenatore: Serdar Uslu
- Statistico: Bojan Panteleev

## Rosa
| N° | Nome           | Ruolo | Data di nascita  | Nazionalità sportiva |
| -- | -------------- | ----- | ---------------- | -------------------- |
| 2  | Gökhan Çatal   | P     | 14 febbraio 1990 | Turchia              |
| 3  | Vefa Yılmaz    | P     | 24 aprile 1982   | Turchia              |
| 4  | Kerem Acar     | S     | 14 giugno 1992   | Turchia              |
| 6  | Barış Hamaz    | C     | 19 marzo 1976    | Turchia              |
| 7  | Nikola Ǵorǵiev | S/O   | 23 luglio 1988   | Macedonia del Nord   |
| 8  | Marko Ivović   | S     | 22 dicembre 1990 | Serbia               |
| 9  | Murat Tokgöz   | L     | 29 febbraio 1984 | Turchia              |
| 10 | Akif Gürgen    | L     | 25 giugno 1977   | Turchia              |
| 11 | İbrahim Emet   | C     | 15 gennaio 1986  | Turchia              |
| 12 | Fatih Uğur     | C     | 1º gennaio 1990  | Turchia              |
| 15 | Çağlar Dayı    | S/O   | 27 agosto 1980   | Turchia              |
| 17 | Miloš Vemić    | S     | 8 luglio 1987    | Serbia               |
| 18 | Burak Hascan   | C     | 11 giugno 1977   | Turchia              |